# والتون ماكليود
والتون ماكليود هو سياسي أمريكي، ولد في 30 يونيو 1937 في والتربورو في الولايات المتحدة. نشط حزبياً في الحزب الديمقراطي. وقد انتخب عضو مجلس نواب كارولاينا الجنوبية ‏.